# Caenocryptus oregonensis
Caenocryptus oregonensis là một loài tò vò trong họ Ichneumonidae.